# Покровська церква (Ремонтне)
Покровська церква  (рос. Покровская церковь) — колишній православний храм Російської православної церкви у селі Ремонтне, Ремонтненський район Ростовської області, Росія.

## Історія
У 1849 році на сході першопереселенців станиці Ремонтної була створена сільська громада і було вирішено побудувати в станиці каплицю. Після отримання дозволу від Астраханської духовної консисторії, в 1850 році каплицю було побудовано і освячено на честь Покрови Божої Матері. У вересні 1851 року каплиця згоріла.
Наприкінці 1851 року в станиці було вирішено побудувати нову похідно-улусну церкву (пересувну). У 1852 році біля згорілої каплиці в станиці Ремонтній був побудований і відкритий молитовний будинок. У 1853 році церква була освячена священиком Василем Дилігенським.
Через три роки церква була передана в станицю Торгову, а жителі станиці Ремонтної вирішили будувати іншу церкву. Церква Покрови Божої Матері була збудована в кінці 50-х — початку 60-х років XIX століття. У церкві, що відноситься до другої категорії, в штаті перебували священик, диякон та псаломщик. У жовтні 1873 року при Покровській церкві відкрили першу в окрузі церковно-приходську школу.
У 1891 році поруч з Покровською церквою побудували й освятили будівлю чоловічої церковно-парафіяльної школи. Поряд з чоловічою школою в 1892 році було збудовано будинок жіночої церковно-парафіяльної школи, там само знаходилася народна сільська школа.
У 1895 році у Покровській церкві був проведений ремонт, до неї прибудували приділи. З цього часу Покровська церква, окрім головного престолу в ім'я ікони Покрови Божої Матері, мала приділи: північний — в ім'я святого рівноапостольного царя Костянтина і рівноапостольної цариці Олени, і південний — в ім'я Святителя Митрофана Воронезького. Бокові вівтарі церкви освятив священик Іоанн Нігровський. Для церкви на пожертви парафіян були куплені богослужбовий посуд, свічники, панікадила та лампади. Ікони для церкви писав московський майстер Семен Шварьов.
У 1920 році в Російській державі була проголошена Автономна область калмицького трудового народу, куди й відійшло село Ремонтне. У червні 1921 року Ремонтному надано статус міста. Органом місцевої влади стала Ремонтненська міська Рада. У 1923 році Ремонтне знову перейменували на село, яке стало волосним і повітовим центром.
У роки радянської влади почалися гоніння на церкву, однак Покровська церква продовжувала діяти. Богослужіння в ній тривали аж до 1934 року, після чого церкву офіційно закрили. У 1936 році будівлю церкви було зруйновано. На її місці було побудовано кафе «Вогник». У пам'ять про зруйнований храм у станиці в будинку культури встановлено пам'ятну арку з позолоченим куполом і православним хрестом.